# Giovanna (film)
Giovanna è un film del 1955 diretto da Gillo Pontecorvo.
Opera prima di Pontecorvo, è interpretato da attori non professionisti e ambientato tra le operaie tessili di Prato.

## Trama
Un gruppo di operaie lotta per difendere il posto di lavoro dai licenziamenti voluti dalla proprietà. Le donne occupano la fabbrica. Giovanna guida le sue compagne nella protesta contro i padroni e anche contro i loro stessi mariti che disapprovano l'occupazione della fabbrica e che chiedono la fine dell'occupazione e il ritorno a casa delle lavoratrici.

## Produzione
Costituì il contributo italiano di un film a episodi internazionale intitolato La rosa dei venti.
La protagonista (Giovanna) fu Armida Gianassi, reclutata nella sala da ballo di una Casa del Popolo della città.
Il film fu girato prevalentemente nel Lanificio Giulio Berti allora posto fuori città in un ambiente semirurale. La fabbrica, che oggi non esiste più, era detta anche “La Romita” perché costruita intorno all'antico “Molino della Romita” sulla gora omonima che infatti si vede nel film.

## Distribuzione
Fu presentato al Festival di Venezia del 1956, ma non fu distribuito e non uscì nelle sale.